# Alfredo Trombetti

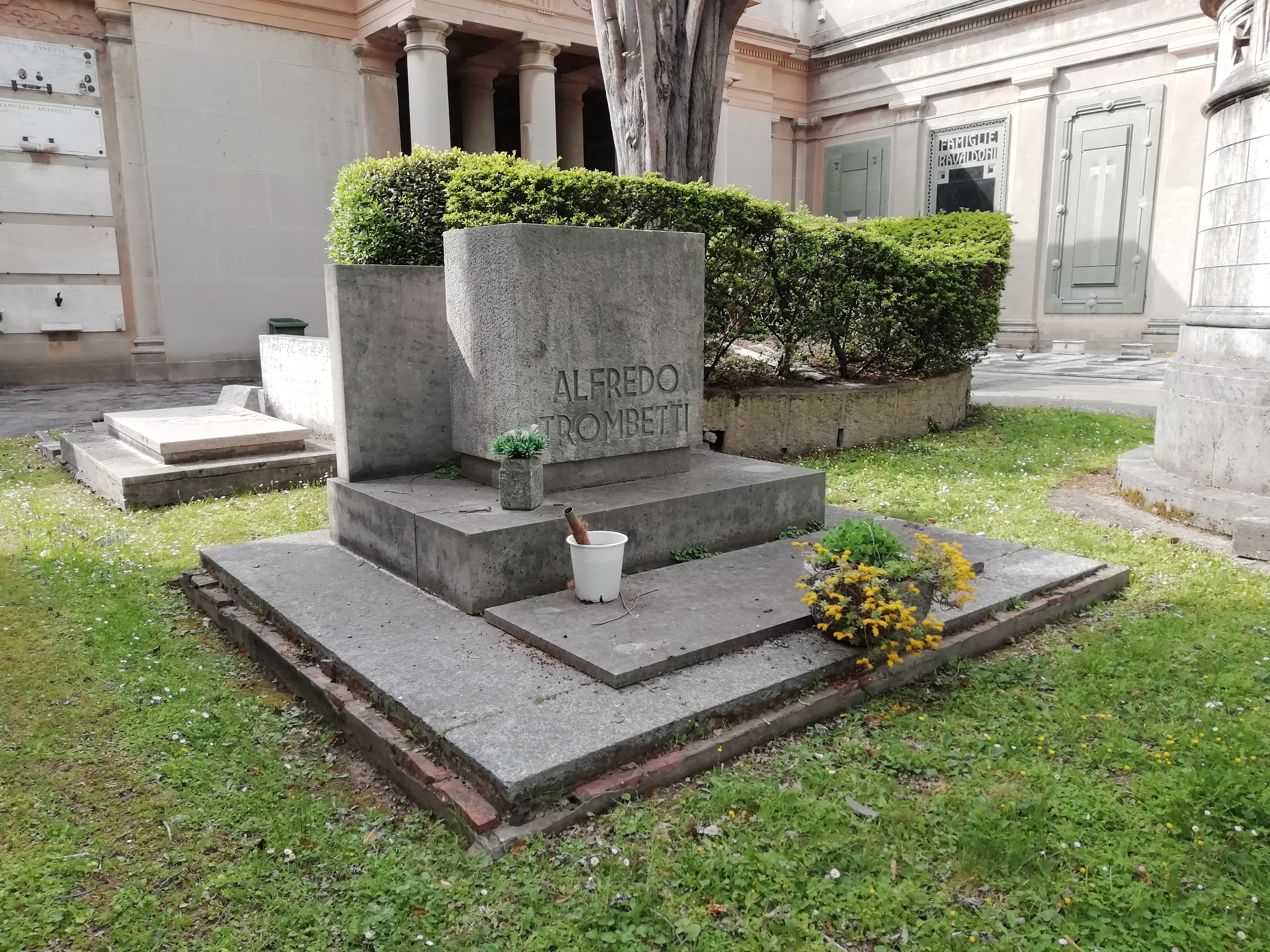
Monumento a Trombetti

Alfredo Trombetti (Bolonia, 1866 - Venecia, 1929) fue un lingüista italiano, profesor de filología semítica y lingüística histórica de la Universidad de Bolonia. Se le conoce especialmente por ser el autor de la teoría de la monogénesis lingüística, según la cual todas las lenguas del mundo se derivarían de un único idioma hablado en la prehistoria (el protosapiens).

## Biografía
Nació en una familia de origen humilde, su padre Antonio Trombetti, fue fabricante de cuerdas y su madre Viola Mingozzi trabajó en una fábrica textil. Estando en tercero de primaria se inició en el estudio de alemán gracias a una gramática adquirida a un revendedor de libros. Tuvo que trabajar desde muy joven, fue ayudante de peluquero, orfebre y tuvo otros oficios, pero nunca dejó de estudiar. Después de aprender francés y griego, le pide a su madre que lo condujese con el párroco de San Sigismondo para aprender latín, lo que le permite además conocer al rector del Seminario de Bolonia y a tener una aproximación al hebreo y al árabe. A menudo buscaba la compañía de algunos sacerdotes españoles en el convento de San Giuseppe, Bolonia, de quienes aprendió el español. 
Teniendo 17 años de edad (1883), una nota en el periódico Stella d'Italia sobre "un joven barbero políglota", llama la atención del municipio de Bolonia, ganando una subvención económica, lo que le permite dedicarse por entero a sus estudios superiores. Estando en la universidad, fue advertido dos veces que perdería la beca debido a sus ausencias; sin embargo, se demostró que con las horas de estudio independiente autodidacta, su genialidad le permitía llegar mucho más lejos que si asistiese siempre a clases. Estando en tercer año de estudios se casó con Virginia Patelli, a quien conoció en la fábrica textil. El 23 de junio de 1891, el mismo día en que nacía su primera hija, Trombetti obtuvo su doctorado en Letras con honores en Bolonia.
Siendo maestro de escuela, publicó en 1902 Nessi genealogici tra le lingue del mondo antico; ensayo que le valió el Premio Real de la Accademia Nazionale dei Lincei. En 1904 se convirtió en profesor ordinario de Filología Semítica en Bolonia y en 1912 en Profesor de Lingüística histórica (antes llamada Glotología general comparada).
Tuvo seis hijos, entre ellos el abogado Ettore Trombetti, y tuvo una nieta que fue actriz y cantante: Laura Trombetti (conocida como Laura Betti). Tuvo reconocimiento del rey de Italia, y en 1929 obtuvo un premio con reconocimiento del Duce. Propuso públicamente que publicaría una selección de sus investigaciones; lamentablemente, una mañana de julio después de tomar un baño en el mar veneciano, falleció repentinamente de un infarto.

## Investigaciones
Trombetti estudió muchísimas lenguas e intentó encontrar el parentesco remoto entre ellas. Algunas de las macrofamilias propuestas son las siguientes:
- Se discutió una posible relación entre el vasco, lenguas caucásicas y afroasiásticas.[5]
- En 1923, postula la posible relación entre el vasco, lenguas caucásicas y lenguas sino-tibetanas, lo que constituye la base de la hipótesis dené-caucásica.
- Precursor de la macrofamilia de lenguas indo-pacíficas, al relacionar en 1906 las lenguas andamanesas, papúes, australianas, tasmanianas y probablemente las lenguas drávidas.[6]
- Postulado de la familia dené-yeniseica.
- Ideas sobre las lenguas del Sudeste de Asia son similares a las de Wilhelm Schmidt (1906), lo que sustenta a la macrofamilia áustrica.[7]
- Se relaciona las formas m- y t- para primera y segunda persona singular respectivamente, lo que sienta las bases de las lenguas indourálicas (a la que llama 'nexo indoeuropeo-ugrofínico') y de la macrofamilia euroasiática.[8] Por otro lado relaciona las lenguas indoeuropeas, uralo-altaicas y drávidas,[1] lo cual es una aproximación a la macrofamilia nostrática.
- Trombetti descubre en 1905 la relación entre las formas n- y m- para primera y segunda persona singular respectivamente en las lenguas indígenas de América, desde el norte hasta el extremo sur de América en Tierra de fuego; lo que sustenta la hipótesis de las lenguas amerindias.[9]
- Es el padre de la monogénesis lingüística y es especialmente recordado por ello, teoría según la cual todas las lenguas del mundo se derivarían de un único idioma hablado en la prehistoria, ahora llamado idioma protosapiens. Estimó en 1905 que el origen de las lenguas estaría al norte de la India y tendría entre 30 000 y 50 000 años de antigüedad; mencionando además que: "...por lo tanto, consideramos la monogénesis del lenguaje al menos como una argumento muy fuerte a favor de la monogénesis del hombre..." (pp. 19-20). Posteriormente, en 1922, reajusta sus cálculos y le da al idioma protosapiens entre 100 000 y 200 000 años de antigüedad.[10]

## Obras
- 1902–1903. "Delle relazioni delle lingue caucasiche con le lingue camitosemitiche e con altri gruppi linguistichi. Lettera al professore H. Schuchardt." In Giornale della Società asiatica italiana, T. 15, S. 177–201 and T. 16, S. 145–175. Firenze.
- 1902. Nessi genealogici fra le lingue del mondo antîco. 4 Bände, Recipient of the Royal Prize of the Italian Academy in 1902.
- 1905. L’unità d’origine del linguaggio. Bologna: Luigi Beltrami.
- 1907. Come si fa la critica di un libro. Con nuovi contributi alla dottrina della monogenesi del linguaggio e alla glottologia generale comparata. Bologna: Luigi Beltrami.
- 1908. Saggi di glottologia generale comparata I. I pronomi personali. Accademia delle scienze dell'Istituto di Bologna. Classe de scienze morali. Bologna.
- 1912. Manuale dell’arabo parlato a Tripoli. Grammatica, letture e vocabolario. Bologna: Luigi Beltrami.
- 1913. Saggi di glottologia generale comparata II. I numerali. Accademia delle scienze dell'Istituto di Bologna. Classe de scienze morali. Bologna.
- 1920. Saggi di glottologia generale comparata III. Comparazioni lessicali. Accademia delle scienze dell’Istituto di Bologna. Classe de scienze morali. Bologna.
- 1922–1923. Elementi di glottologia. 2 Bände, Bologna: Zanichelli.
- 1925. Le origini della lingua basca. Bologna: Azzoguidi.
- 1927. La lingua etrusca e le lingue preindoeuropee del Meditarreneo. In Studi etruschi, T. 1. Firenze.
- 1928. La lingua etrusca. Firenze: Rinascimento del libro.
- 1928. Origine asiatica delle lingue e popolazioni americane. In: Atti del 22 congresso internazionale degli americanisti Roma, Settembre 1926., T. 1, S. 169–246. Roma: Istituto Cristoforo Colombo.
- 1929. Il nostro dialetto bolognese. Bologna: Zanichelli.